# Карлайл, Брэнди
Брэнди М. Карлайл (англ. Brandi Carlile, 1 июня 1981) — американская певица и автор песен в стилях альтернативный рок, альтернативное кантри, фолк-рок и инди-поп, которая выпустила семь студийных альбомов, включая «The Story», «Give Up the Ghost» и «Live at Benaroya Hall with the Seattle Symphony», что попал в 14-ю строчку чарта «Top Rock Albums».
Наиболее известна по своему хиту 2007 года «The Story».
Карлайл открытая лесбиянка.

## Биография
Брэнди Карлайл родилась 1 июня 1981 г. в северо-западном лесном углу Соединённых Штатов, в маленьком поселении Равенсдейл в штате Вашингтон. Посёлок этот насчитывает всего 800 жителей. Ближайший большой город, Сиэтл, находится от него в часе езды. В начале 90-х годов, когда в Сиэтле бушевал гранж и одноклассники Карлайл носили драные джинсы и писали повсюду заветное слово «Nirvana», сама она, по заведённой в семье традиции, продолжала слушать кантри. Её любимой певицей была Пэтси Клайн (трагически погибшая в 30 лет ещё в далёком 1963 г.). Семья Брэнди Карлайл была музыкальной: прабабушка и мама, Тереза Карлайл были певицами кантри, все члены семьи играли на каких-либо музыкальных инструментах и часто устраивали по вечерам домашние концерты.
Брэнди росла вместе с братом, с которым они были практически ровесниками; родители одинаково относились к обоим детям — как к двум сорванцам. Детство в лесной глуши было привольным — дети лазали по деревьям, строили крепости и ходили на рыбалку. В противоположность этому школа для Брэнди была мучением: девочка страдала дислексией, и учёба давалась ей с большим трудом, особенно математика. Но Брэнди нашла себя в музыке. Отец её лучшей подруги выступал в клубах, переодетый в Элвиса Пресли, и обе девушки участвовали в этом шоу на подпевках. Получив таким образом боевое крещение, далее Карлайл отправилась в самостоятельное плавание — в 16 лет она стала выступать сольно в кофейнях и барах Сиэтла, исполняя как известные, так и свои собственные композиции.

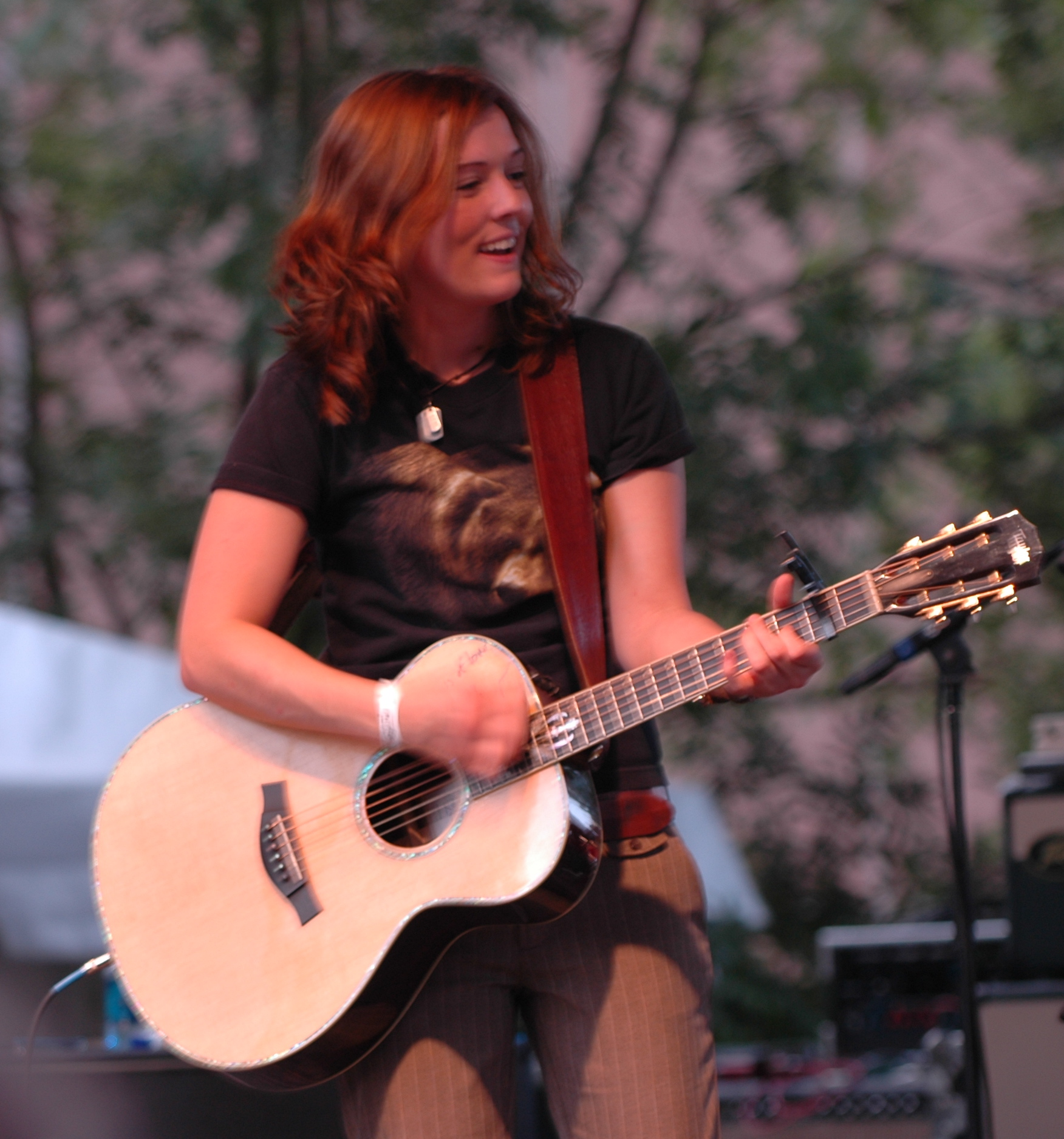
Брэнди Карлайл на концерте в Алабаме в 2006 году

## Карьера
Незадолго до этого Карлайл попала на женский музыкальный фестиваль «Lilith Fair», в котором участвовали Сара Маклаклан, «Indigo Girls», Шерил Кроу и другие музыканты. Все эти девушки с гитарами произвели на неё неизгладимое впечатление — она немедленно забросила свои клавишные и раздобыла старую гитару. Сначала она разучила на ней несколько песен «Indigo Girls», а затем стала сочинять собственные. В 17 лет Брэнди покинула родительский дом; из Равенсдейла (Долины воронов) она переселилась в расположенный неподалёку городок Мейпл Вэлли (Кленовую долину), где, кстати, и живёт до сих пор. С прежней подругой они отдалились, отношения их постепенно сошли на нет, тем более что подруга вскоре вышла замуж. Печалью по этой утраченной дружбе проникнуты несколько песен Карлайл, в частности одна из её лучших — «Turpentine». В новой взрослой жизни Карлайл с головой ушла в музыку; для неё было обычно выступать по 6-7 вечеров в неделю, но концерты для неё всегда были не работой, а праздником — лучшим способом провести время жизни.

## Создание группы
В 2003 г. к Карлайл примкнули братья-близнецы Тим и Фил Хансроты; первый играл на гитаре, второй на басу. Так появилась на свет группа, названная по имени доминанты «Брэнди Карлайл».
Близнецы, как два оруженосца, зеркально размещались по обе стороны от Карлайл и обеспечивали нужный аккомпанемент и подпевки. Самодельным способом музыканты сделали несколько записей и продавали их на своих концертах. При этом группа руководствовалась своей стратегией — лучшие песни в этот сборник они не включили, а приберегли до лучших времён, до подписания контракта с большой студией, способной вывести эти ракеты на нужную высоту.
Такой контракт с «Колумбией» был подписан в конце 2004 г. В 2005 г. под названием «Брэнди Карлайл» на студии вышел диск, составленный из уже готового материала, предоставленного группой. После выхода этого первого альбома музыканты двинулись накатанной дорогой восходящих звёзд — погрузили аппаратуру в фургон и отправились на долгие гастроли; они открывали концерты множества артистов, среди них были Тори Амос, Шон Колвин и любимая группа Карлайл — «Indigo Girls», на концерты которой она сама ходила с 15 лет. Знакомство Карлайл с кумирами произошло в Атланте, где послушать её выступление пришла одна из «девушек индиго», Эмили Сэлиерс. Услышанное впечатлило Сэлиерс настолько, что она тут же предложила молодому музыканту сотрудничество. Оно было не только концертным, но и студийным: Карлайл подпела «Indigo Girls» в композиции «Last Tears» на их последнем альбоме «Despite Our Differences», а «девушки индиго», с ответным дружественным визитом, пришли подпеть ей в песне «Canonball» на диске «The Story».

## The Story
Эта вторая пластинка вобрала в себя лучший материал, написанный Карлайл почти за 10 лет жизни, с 16 до 26 лет. Звукорежиссёром альбома был Грэмминосный Ти-Боун Бернет (T Bone Burnett), работавший ранее с такими музыкантами, как Рой Орбисон, кей ди лэнг и Элвис Костелло. Безусловно, самой сильной композицией на этом альбоме является заглавная «The Story», в которой Карлайл настойчиво повторяет фразу «It’s true — I was made for you» («Это правда — мы созданы друг для друга»). Начинаясь безмятежно, при полном штиле, песня через несколько тактов, в один внезапный излом голоса, оборачивается бурей, и в гуще этого шторма голос Карлайл рыдает, как раненный зверь, полный боли. К финалу композиции шторм утихает, и на последних аккордах голос, повторяющий всё те же главные слова, уносится к небу, как ангел.
История записи песни «История» повествует, что Бернет, недовольный игрой Карлайл на гитаре, посоветовал ей отложить инструмент в сторону и спеть песню, сосредоточившись целиком на пении. У Карлайл такой совет вызвал бурное негодование, поскольку она считала себя хорошим гитаристом, а кроме того, играла эту композицию не первый год и всегда при этом аккомпанировала себе на гитаре. Но она спела так, как просил Бернет — и прорвавшаяся в её голосе ярость оказалась как нельзя кстати.
Песня «История» прозвучала летом 2009-го в рекламе «General Motors», которая транслировалась во время Олимпийских игр в Пекине, что выглядело неожиданным поступком со стороны такого убеждённо некоммерческого музыканта, как Брэнди Карлайл. Однако речь в этом ролике идёт о новом поколении автомобилей, не загрязняющих окружающую среду, и все деньги, полученные от крупнейшего в мире автоконцерна, музыканты пообещали отдать в экологические фонды, с которыми они регулярно сотрудничают. Ближайшим результатом показа этой рекламы в США стало то, что альбом «The Story» немедленно вознёсся в десятку лучших альбомов. Тем временем музыканты начали работу над своим третьим диском в студии в Нашвилле; выпуск его планируется на апрель 2009 г. Своё творческое развитие Карлайл видит как движение в сторону меньшей сдержанности, поэтому звук обещает утяжелить заряд. Также певица решила расширить свои творческие границы в академическом направлении и выступить осенью с симфоническим оркестром Сиэтла.
Альбом Give Up the Ghost был выпущен в 2009 году и дебютировал под номером 26 на Billboard 200. Продюсером выступил победительGrammy Award Rick Rubin, что сказалось на сотрудничестве с Элтоном Джоном в песне «Caroline», а также с Эми Рэй, барабанщиком Чадом Смитом и клавишником Benmont Tench. В 2010 году National Geographic Channel в Латинской Америке выбрал песню «If There Was No You» с альбома как джингл для продвижения своей серии «Grandes Migraciones» (Великого переселения народов). Также в том же году, во время вручения наград 21-го GLAAD Media Awards, Карлайл за свой альбом был номинирована на премию GLAAD Media Award как «Выдающийся музыкальный артист».
В 2011 году альбом Карлайл Live at Benaroya Hall with the Seattle Symphony достиг 14-й позиции в чартах Top Rock Albums.
Следующий альбом Карлайл Bear Creek, выпущен 5 июня 2012, и был спродюсирован Триной Шумейкер. Альбом является результатом её сотрудничества и близнецами Хансрот. В интервью с American Songwriter она говорит: «Мы решили, десять лет назад, что разделим всё, что в нашей группе между нами тремя. Так что никто не имеет личную заинтересованность в краже чужой песни или истории. Но также никто не заинтересован в узаконивании прав на чью-либо историю. Это всегда сводится к тому, что лучше для самой песни».

## Личная жизнь
Брэнди — открытая лесбиянка с ноября 2002 года. С 15 сентября 2012 года Карлайл жената на Кэтрин Шеперд. Свадьба состоялась в Бостоне, штат Массачусетс, где однополые браки легализованы с 2004 года. Будущая жена певицы долгое время работала в Великобритании, в благотворительном фонде, созданном сэром Полом МакКартни, и именно легендарный битл благословил женщин на брак, дав добро на то, чтобы Кэтрин переехала к Брэнди в Америку.
В интервью AP 31-летняя Карлайл рассказала, что, получая разрешение на заключение брака, чувствовала себя так, словно нарушает закон:
Это было безумное ощущение. Я заполняла документы, и у меня было чувство, словно я нарушаю закон, словно сейчас кто-то войдёт и скажет: „Ты же знаешь, что не имеешь на это права“. Это был захватывающий опыт. Её [Кэтрин] отец с матерью тоже были с нами, поэтому всё выглядело по-настоящему особенным. Итак, теперь у нас есть брачная лицензия, полученная в штате Массачусетс.
15 июня 2014 года Кэтрин родила их первенца — дочь Эванджелин Рут Карлайл.

## Дискография

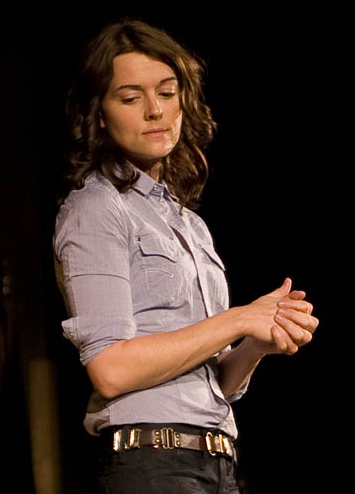
Карлайл в 2009 году

### Студийные альбомы
| Год                   | Об альбоме                                                     | Позиции в чартах | Позиции в чартах | Позиции в чартах | Позиции в чартах |
| Год                   | Об альбоме                                                     | США              | США Фолк         | США Рок          | Великобритания   |
| --------------------- | -------------------------------------------------------------- | ---------------- | ---------------- | ---------------- | ---------------- |
| 2005                  | Brandi Carlile - Лейбл: RED Ink / Columbia                     | 80               | 1                | 18               | —                |
| 2007                  | The Story - Лейбл: Columbia                                    | 41               | —                | 10               | 58               |
| 2009                  | Give Up the Ghost - Лейбл: Columbia                            | 26               | 5                | 9                | —                |
| 2012                  | Bear Creek - Лейбл: Columbia                                   | 10               | 1                | 3                | —                |
| 2015                  | The Firewatcher's Daughter - Лейбл: ATO Records                | 9                | 1                | 1                | —                |
| 2018                  | By the Way, I Forgive You - Лейбл: Low Country Sound / Elektra | 5                | 1                | 1                | —                |
| 2021                  | In These Silent Days - Лейбл: Low Country Sound / Elektra      | 11               | 1                | 1                | —                |
| «—» неучастие в чарте |                                                                |                  |                  |                  |                  |

### Концертные альбомы
| Год                   | Об альбоме                                                        | Позиции в чартах | Позиции в чартах | Позиции в чартах | Позиции в чартах |
| Год                   | Об альбоме                                                        | США              | США Фолк         | США Рок          | Великобритания   |
| --------------------- | ----------------------------------------------------------------- | ---------------- | ---------------- | ---------------- | ---------------- |
| 2011                  | Live at Benaroya Hall with the Seattle Symphony - Лейбл: Columbia | 63               | 5                | 14               | —                |
| «—» неучастие в чарте |                                                                   |                  |                  |                  |                  |

### Мини-альбомы и демо
- Room for Me (2000)
- Open Doors (2002)
- We're Growing Up (2003)
- Acoustic (2004)
- Live from Neumo's (2005)
- Live at Easy Street Records (2007)
- Rhapsody Originals (2007) — эксклюзивные акустические партии записаны для Rhapsody.com
- Ghost Demos'' (2009) — ограниченный тираж EP, предшествующий выпуску 2000 пластинок альбома Give Up the Ghost[12]
- XOBC (2010)
- Bear Creek EP (2012)

### Синглы
| Год  | Сингл                    | Позиции в чартах | Позиции в чартах | Позиции в чартах | Позиции в чартах | Позиции в чартах | Позиции в чартах | Альбом                     |
| Год  | Сингл                    | US               | US Digital       | US AC            | AUS              | NOR              | Portugal         | Альбом                     |
| ---- | ------------------------ | ---------------- | ---------------- | ---------------- | ---------------- | ---------------- | ---------------- | -------------------------- |
| 2005 | «Fall Apart Again»       | -                | -                | -                | -                | -                | -                | Brandi Carlile             |
| 2006 | «What Can I Say»         | -                | -                | -                | -                | -                | -                | Brandi Carlile             |
| 2007 | «The Story»              | 75               | 48               | 35               | 44               | 4                | 1                | The Story                  |
| 2007 | «Turpentine»             | -                | -                | -                | -                | -                | -                | The Story                  |
| 2009 | «Dreams»                 | -                | -                | -                | -                | -                | -                | Give Up The Ghost          |
| 2010 | «That Year»              | -                | -                | -                | -                | -                | -                | Give Up The Ghost          |
| 2010 | «Dying Day»              | -                | -                | -                | -                | -                | -                | Give Up The Ghost          |
| 2012 | «That Wasn't Me»         | -                | -                | -                | -                | -                | -                | Bear Creek                 |
| 2012 | «Keep Your Heart Young»  | -                | -                | -                | -                | -                | -                | Bear Creek                 |
| 2014 | «The Eye»                | -                | -                | -                | -                | -                | -                | The Firewatcher’s Daughter |
| 2014 | «Wherever Is Your Heart» | -                | -                | -                | -                | -                | -                | The Firewatcher’s Daughter |

### сотрудничество
- 2008: Already Home (Ha*Ash)
- 2009: My repair (Noises 10)
- 2013: Making believe (Willie Nelson)
- 2016: The Nevernding story (Shooter Jennings)
- 2016: Angel from Montgomery (Buddy Miller)
- 2017: Cleanup Hitter (Shovels & Rope)
- 2017: Good With God (Old 97's)
- 2018: Party of one (Sam Smith)
- 2018: Travelin' Light (Dierks Bentley)
- 2019: Common (Maren Morris)
- 2019: Down to you (cJoni 75)

## Награды
Брэнди Карлайл стала «Музыкальным Прорывом города Сиэтла» в 2010 году. В том же году она была номинирована на «Outstanding Music Artist», для её альбома Give Up the Ghost, на 21-м вручении премии GLAAD Media Awards.
| Год  | Ассоциация                      | Категория                                  | Номинируемая работа             | Результат |
| ---- | ------------------------------- | ------------------------------------------ | ------------------------------- | --------- |
| 2010 | GLAAD Media Awards              | Outstanding Music Artist                   | Brandi Carlile                  | Номинация |
| 2015 | Grammy Awards                   | Best Americana Album                       | The Firewatcher's Daughter      | Номинация |
| 2018 | Americana Music Honors & Awards | Artist of the Year                         | Brandi Carlile                  | Номинация |
| 2018 | Americana Music Honors & Awards | Song of the Year                           | «The Joke»                      | Номинация |
| 2018 | Americana Music Honors & Awards | Album of the Year                          | By the Way, I Forgive You       | Номинация |
| 2018 | UK Americana Awards             | International Album of the Year            | By the Way, I Forgive You       | Номинация |
| 2018 | UK Americana Awards             | International Song of the Year             | «The Joke»                      | Победа    |
| 2019 | Grammy Awards                   | Album of the Year                          | By the Way, I Forgive You       | Номинация |
| 2019 | Grammy Awards                   | Best Americana Album                       | By the Way, I Forgive You       | Победа    |
| 2019 | Grammy Awards                   | Record of the Year                         | «The Joke»                      | Номинация |
| 2019 | Grammy Awards                   | Song of the Year                           | «The Joke»                      | Номинация |
| 2019 | Grammy Awards                   | Best American Roots Song                   | «The Joke»                      | Победа    |
| 2019 | Grammy Awards                   | Best American Roots Performance            | «The Joke»                      | Победа    |
| 2019 | GLAAD Media Awards              | Outstanding Music Artist                   | Брэнди Карлайл                  | Номинация |
| 2019 | CMT Music Awards                | Impact Award                               | Брэнди Карлайл                  | Победа    |
| 2019 | CMT Music Awards                | Female Video of the Year                   | «The Joke»                      | Номинация |
| 2019 | CMT Music Awards                | CMT Performance of the Year                | Natural Woman (с Maren Morris)  | Номинация |
| 2019 | UK Americana Awards             | International Song of the Year             | «The Joke»                      | Победа    |
| 2019 | UK Americana Awards             | International Album of the Year            | By the Way, I Forgive You       | Номинация |
| 2019 | Americana Music Honors & Awards | Artist of the Year                         | Брэнди Карлайл                  | Победа    |
| 2019 | Billboard Women in Music        | Trailblazer Award                          | Брэнди Карлайл                  | Победа    |
| 2020 | Grammy Awards                   | Best Country Album                         | While I'm Livin' (как продюсер) | Победа    |
| 2020 | Grammy Awards                   | Song of the Year                           | «Bring My Flowers Now»          | Номинация |
| 2020 | Grammy Awards                   | Best Country Song                          | «Bring My Flowers Now»          | Победа    |
| 2020 | Grammy Awards                   | Best Country Performance by a Duo or Group | «Common» (c Maren Morris)       | Номинация |